# Cártama

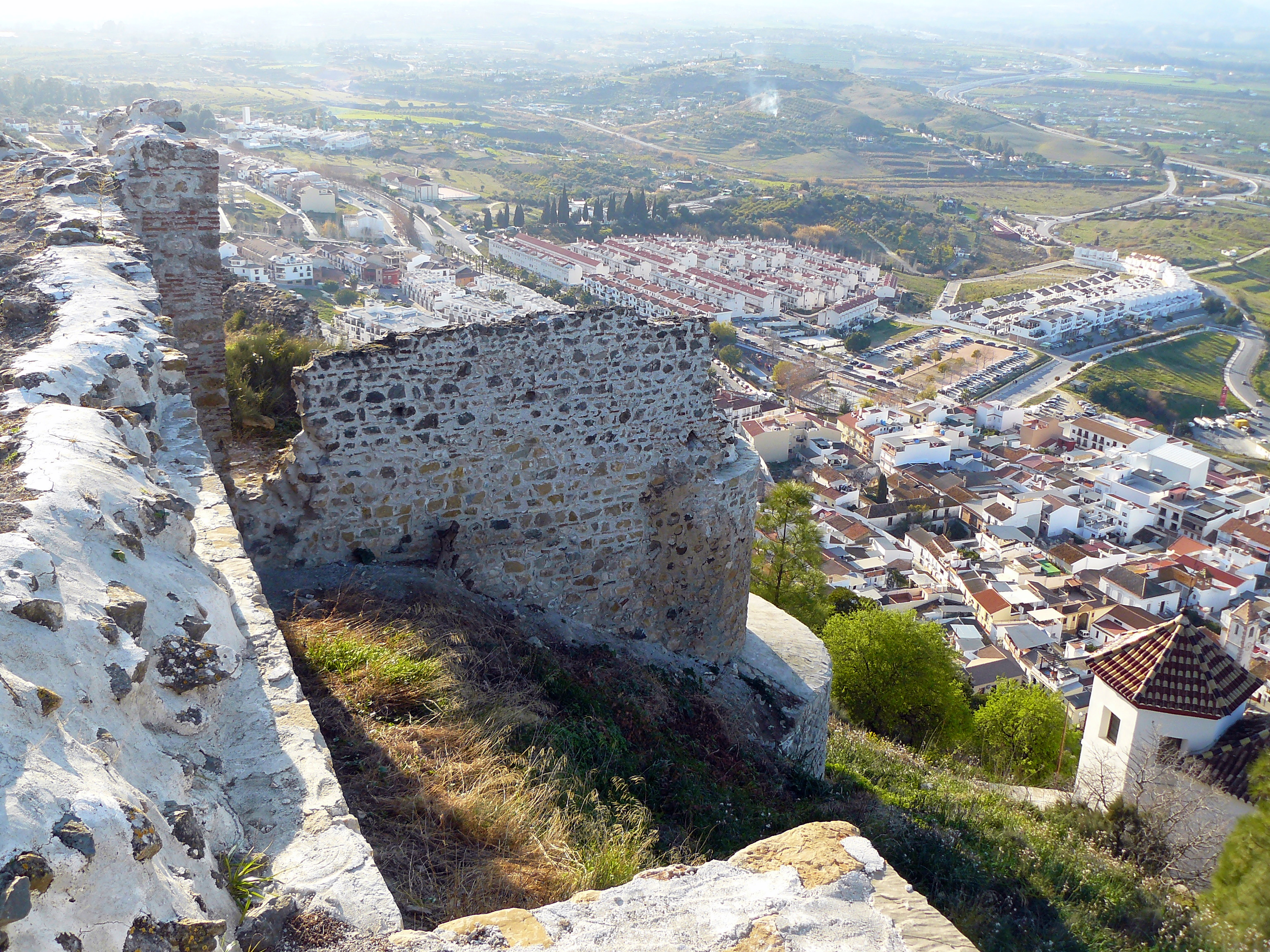
Cártama – Blick von der Burgruine (castillo)

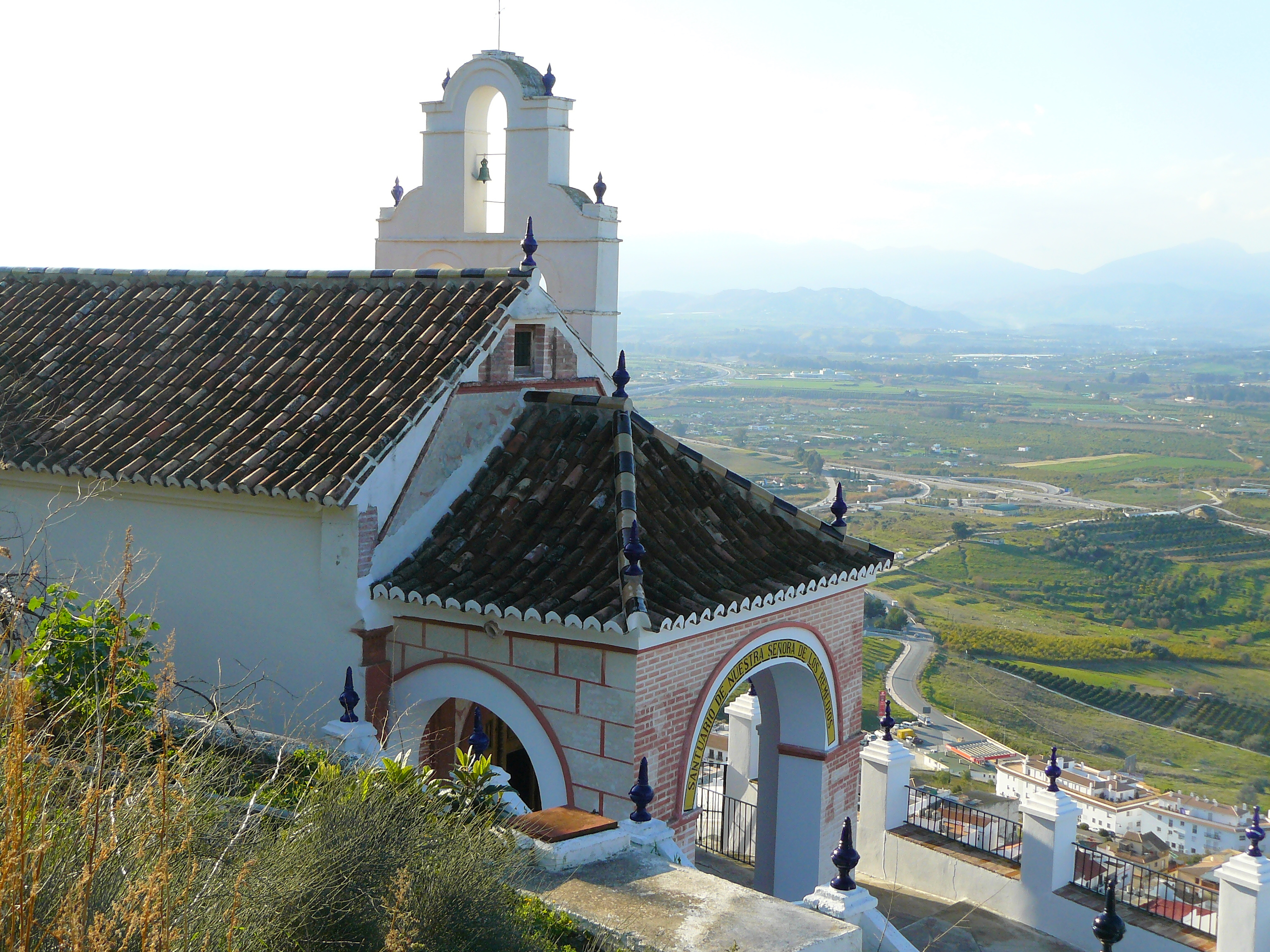
Cártama – Ermita

Cártama ist ein südspanischer Ort und eine Gemeinde (municipio) mit 28.934 Einwohnern (Stand: 2024) in der Provinz Málaga in der Autonomen Region Andalusien. Der Ort zählt zu den „Weißen Dörfern“ (Pueblos Blancos) der Provinz Málaga. Er fand Aufnahme in den berühmten Städteatlas Civitates orbis terrarum von Braun und Hogenberg.

## Lage und Klima
Der Ort Cártama liegt ca. 50 m oberhalb des Tals des Río Guadalhorce in einer Höhe von ca. 100 m; die Entfernung zur östlich gelegenen Provinzhauptstadt Málaga beträgt ca. 21 km (Fahrtstrecke). Das sowohl vom Atlantik als auch vom Mittelmeer beeinflusste Klima ist gemäßigt bis warm; der für südspanische Verhältnisse ergiebige Regen (ca. 580 mm/Jahr) fällt – mit Ausnahme der eher trockenen Sommermonate – verteilt übers ganze Jahr.

## Bevölkerungsentwicklung
| Jahr      | 1857  | 1900  | 1950  | 2000   | 2020   |
| Einwohner | 3.986 | 5.581 | 8.652 | 14.139 | 27.443 |

Trotz der Mechanisierung der Landwirtschaft, der Aufgabe bäuerlicher Kleinbetriebe (Höfesterben) und des daraus resultierenden Verlusts von Arbeitsplätzen auf dem Lande ist die Einwohnerzahl der Gemeinde kontinuierlich angestiegen, was im Wesentlichen auf die Nähe zur Großstadt Málaga zurückzuführen ist. Zur Gemeinde gehören auch mehrere Dörfer im Umland (z. B. El Sexmo, Loma de Cuenca, Loma Tres Leguas, Nueva Aljaima u. a.) sowie mehrere Neubausiedlungen (urbanizaciones).

## Wirtschaft
Die Menschen früherer Jahrhunderte lebten im Wesentlichen als Selbstversorger von der Landwirtschaft, zu der auch der Wein- und Olivenanbau sowie die Zucht von Schafen, Ziegen und Hühnern gehörte. Die Mauren legten Bewässerungskanäle an, von denen lange Zeit auch die Christen profitierten. Später ließen sich im Ort selbst auch Händler, Handwerker und Dienstleister aller Art nieder. Heute spielt der Anbau von Zitrusfrüchten im Valle del Limón eine wichtige Rolle im Wirtschaftsleben der Gemeinde.

## Geschichte
In iberischer und phönizisch-karthagischer Zeit gab es auf der kleinen Bergkette oberhalb des heutigen Orts eine Siedlung mit Namen Cartha; diese wurde im Jahr 195 v. Chr. vom römischen Konsul und Feldherren Marcus Porcius Cato erobert und in der Folge Cartima genannt. In der Folgezeit entstand ein Hafen am Ende des schiffbaren Flussabschnitts. Im Zuge der Eroberung Andalusiens durch die Mauren im Jahr 711 kamen der Ort und die gesamte Gegend unter islamische Herrschaft; der Ort wurde mit einer Festungsanlage versehen. Im Jahr 1485 eroberte ein Heer der Katholischen Könige den Ort und sein Umland (reconquista). Um das Jahr 1610 wurden die letzten Muslime (moriscos) vertrieben. Im beginnenden 19. Jahrhundert sorgte die französische Besetzung für Unruhe; Ende des Jahrhunderts wurde der Ort an das spanische Eisenbahnnetz angeschlossen.

## Sehenswürdigkeiten
- Aus der römischen Epoche sind nur geringe Reste (darunter eine Säule mit Kapitell) erhalten; die wichtigsten Funde befinden sich heute im Museum von Málaga.
- Die mehrtürmige Festungsruine (castillo) stammt noch aus dem 10. Jahrhundert. Anders als bei den nordafrikanischen Bauten wurde hier keine Stampflehmtechnik angewandt, sondern es wurden – wie bei den runden Wachtürmen im Binnenland (atalayas) – kleine Bruchsteine zum Bau verwandt.[8]
- An der Bergflanke steht die bereits im 16. Jahrhundert entstandene, aber im ausgehenden 17. und beginnenden 18. Jahrhundert gründlich umgestaltete Ermita de Nuestra Señora de los Remedios.[9]
- Die dreischiffige Iglesia de San Pedro entstand bereits zu Beginn des 16. Jahrhunderts über einer zerstörten Moschee (mezquita); der Glockenturm (campanario) wurde später hinzugefügt. Bemerkenswert ist das aus Werksteinen gefertigte Portal auf der Nordseite der Kirche. Alle drei Kirchenschiffe und selbst die Apsis werden von Holzdecken überspannt.[10]

Umgebung
- Die in der Nähe des Bahnhofs befindliche Iglesia de San Isidro Labrador wurde zu Beginn des 21. Jahrhunderts neu gebaut und mit einer imposanten Glockengiebelfassade versehen.

## Mit Cártama verbundene Persönlichkeit
- Lutz Heyder (1950–2000), deutscher Maler und Grafiker, lebte und starb in Cártama